# Bugatti Type 38
Pour les articles homonymes, voir Bugatti (homonymie) et 38.
La Bugatti Type 38 est une voiture de sport du constructeur automobile Bugatti, conçue par Ettore Bugatti, variante routière des Bugatti Type 35 de compétition, produite de 1926 à 1927.

## Historique
Conçue dans une période de grande activité créatrice de l'usine Bugatti de Molsheim, le Type 38 succède en 1926 aux Bugatti Type 30 de 1922 (première Bugatti de série à moteur 8 cylindres en ligne) dont elle reprend le moteur de 2 litres de cylindrée ACT 24 soupapes (version bridée des Bugatti Type 35A de 75 ch) avec un empattements de châssis précédent allongé de 2,5 à 3,1 m,,,,.

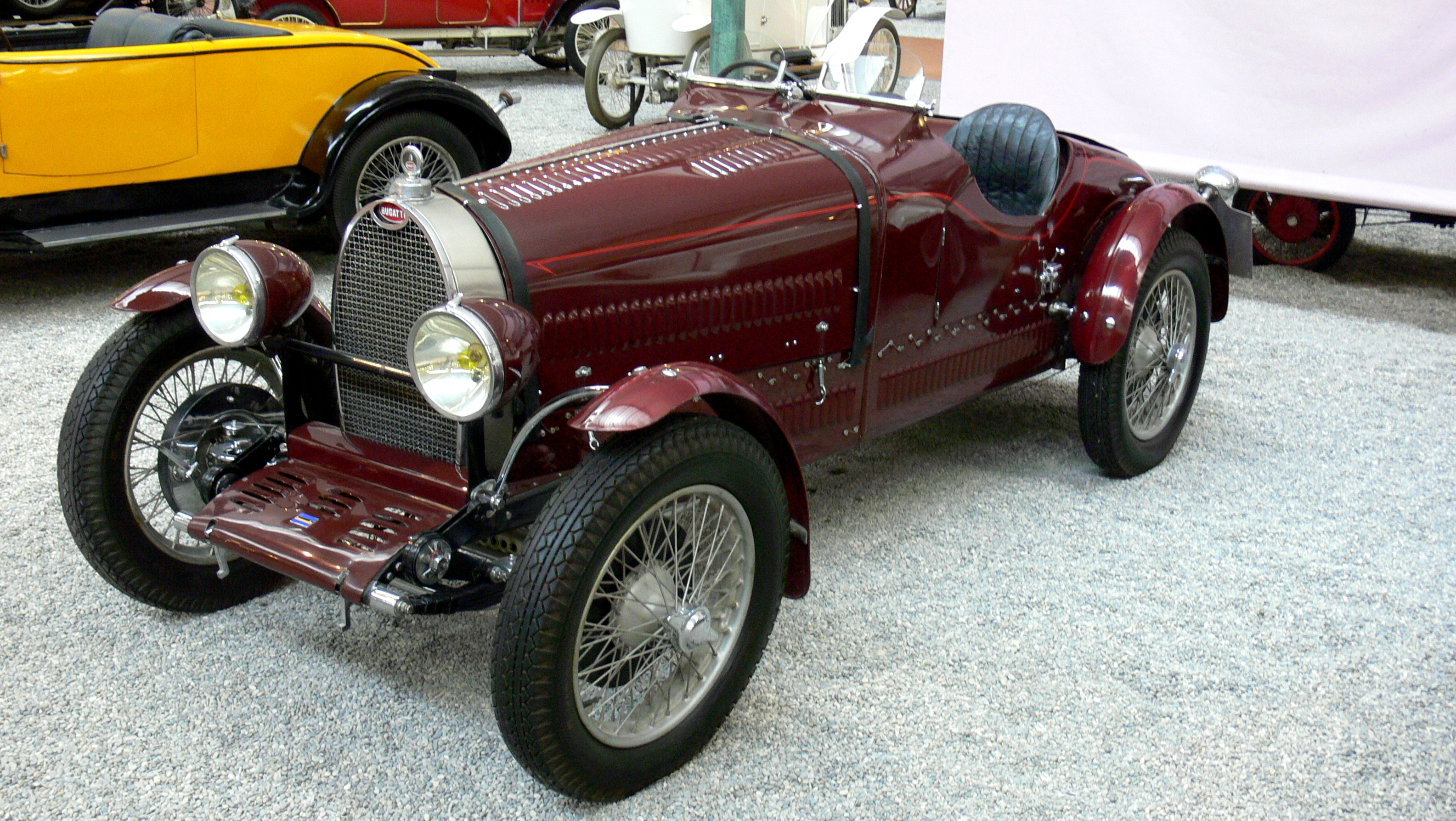
Roadster sport 2 places
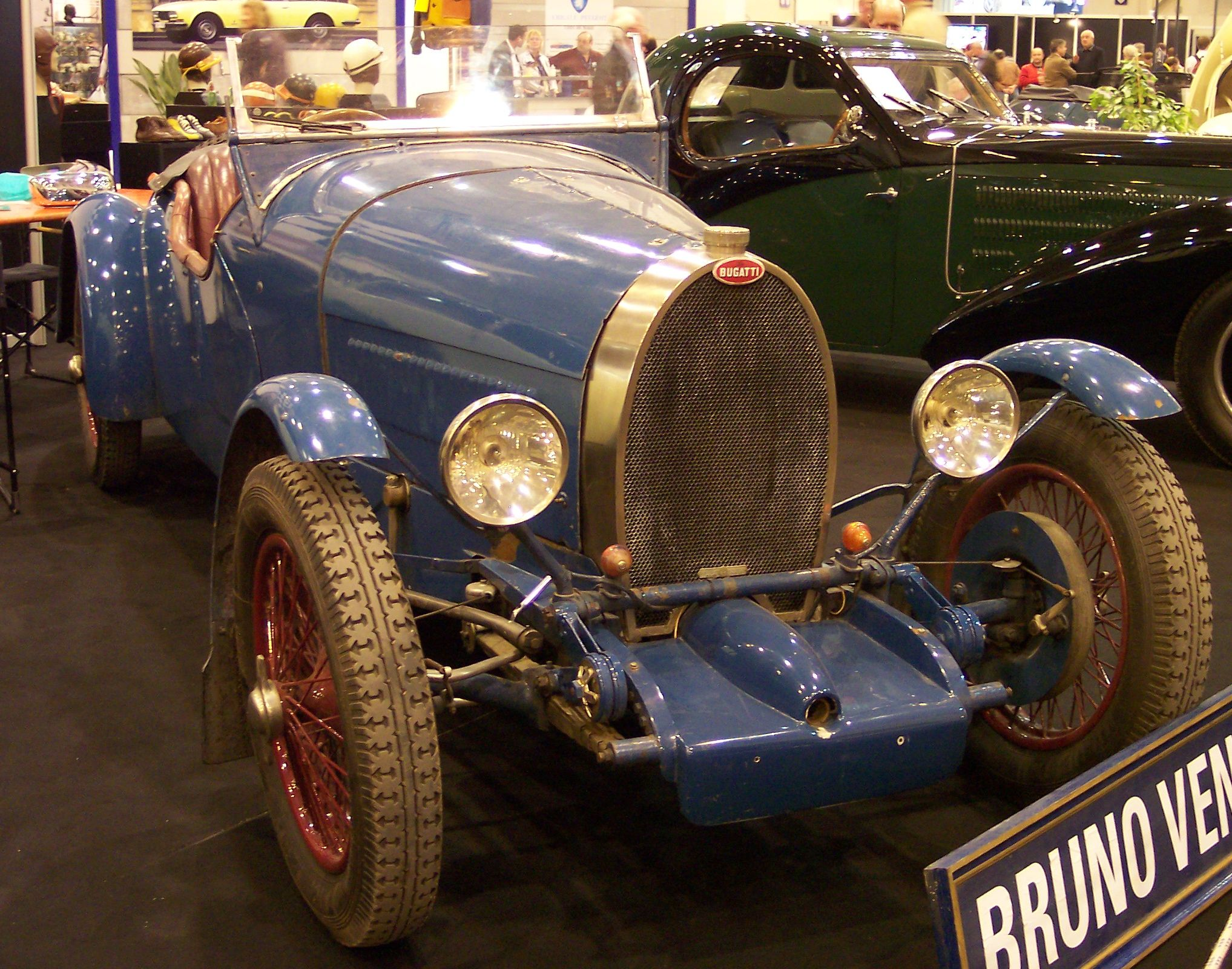
Roadster bleu (1928)
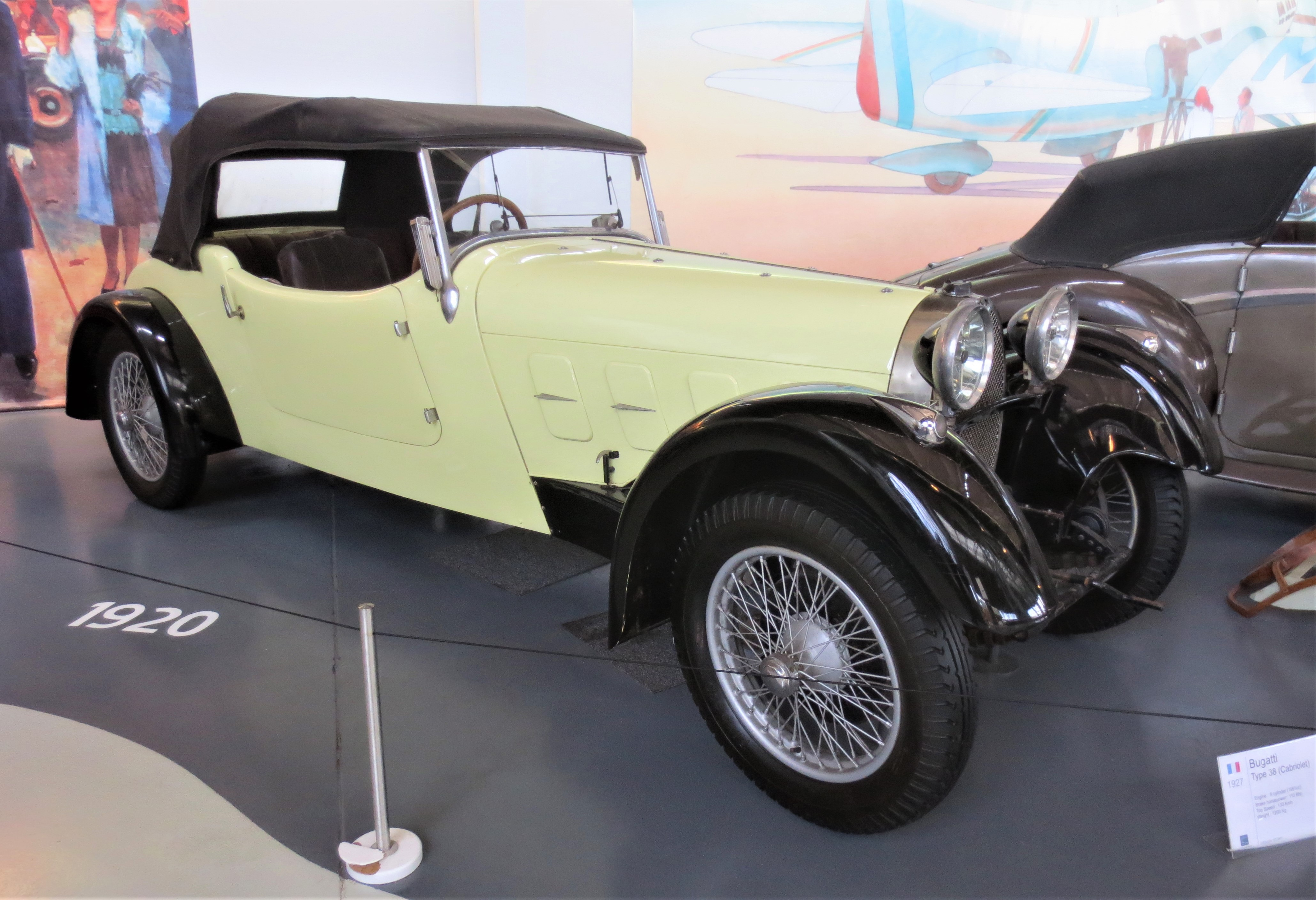
Coupé 2+2 cabriolet

Une version Type 38A de 1927 améliore la puissance de 65 à 90 ch, avec un compresseur Roots de Type 37A, pour 140 km/h de vitesse de pointe.

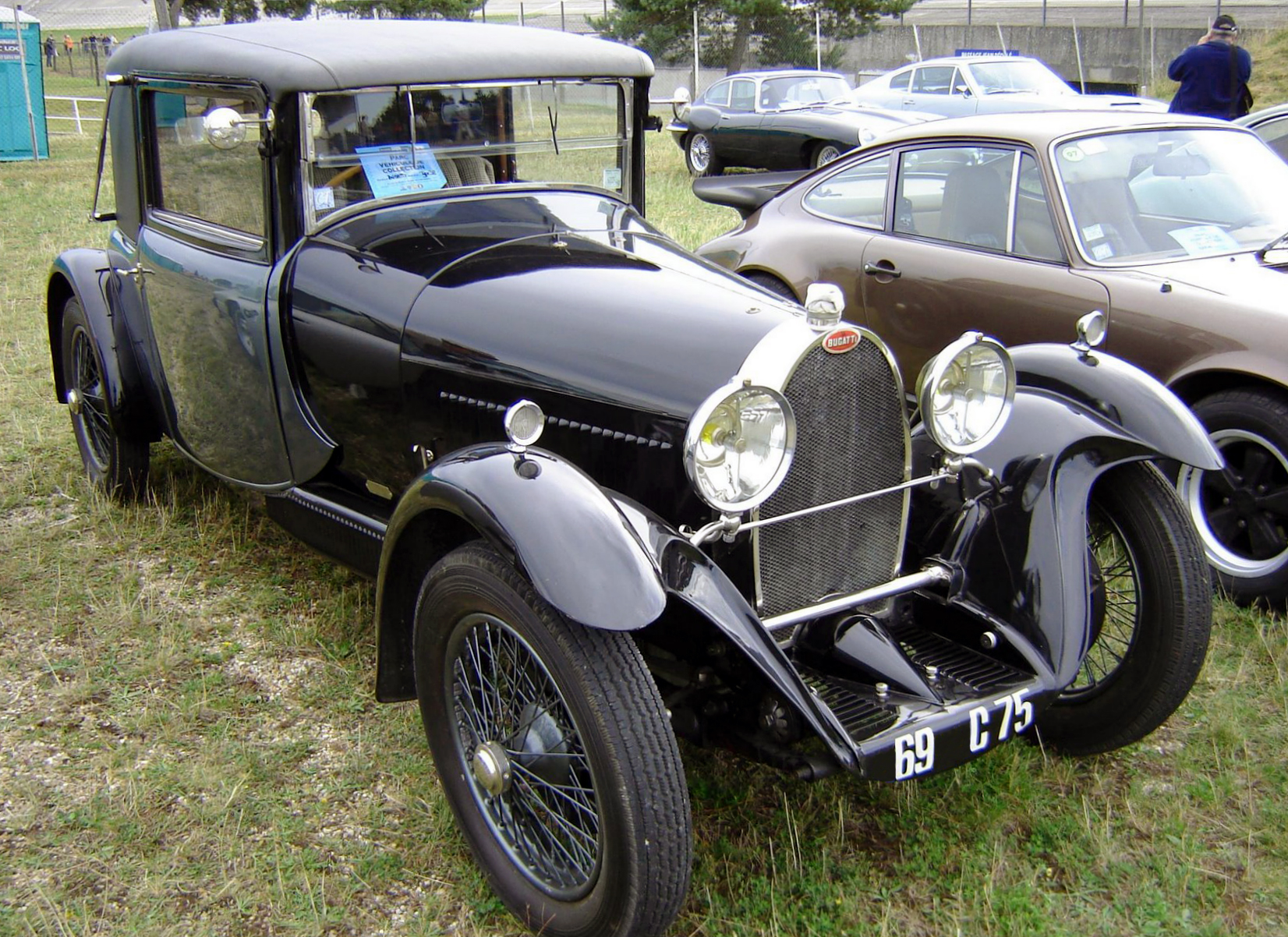
Fiacre Lavocat-Marceau
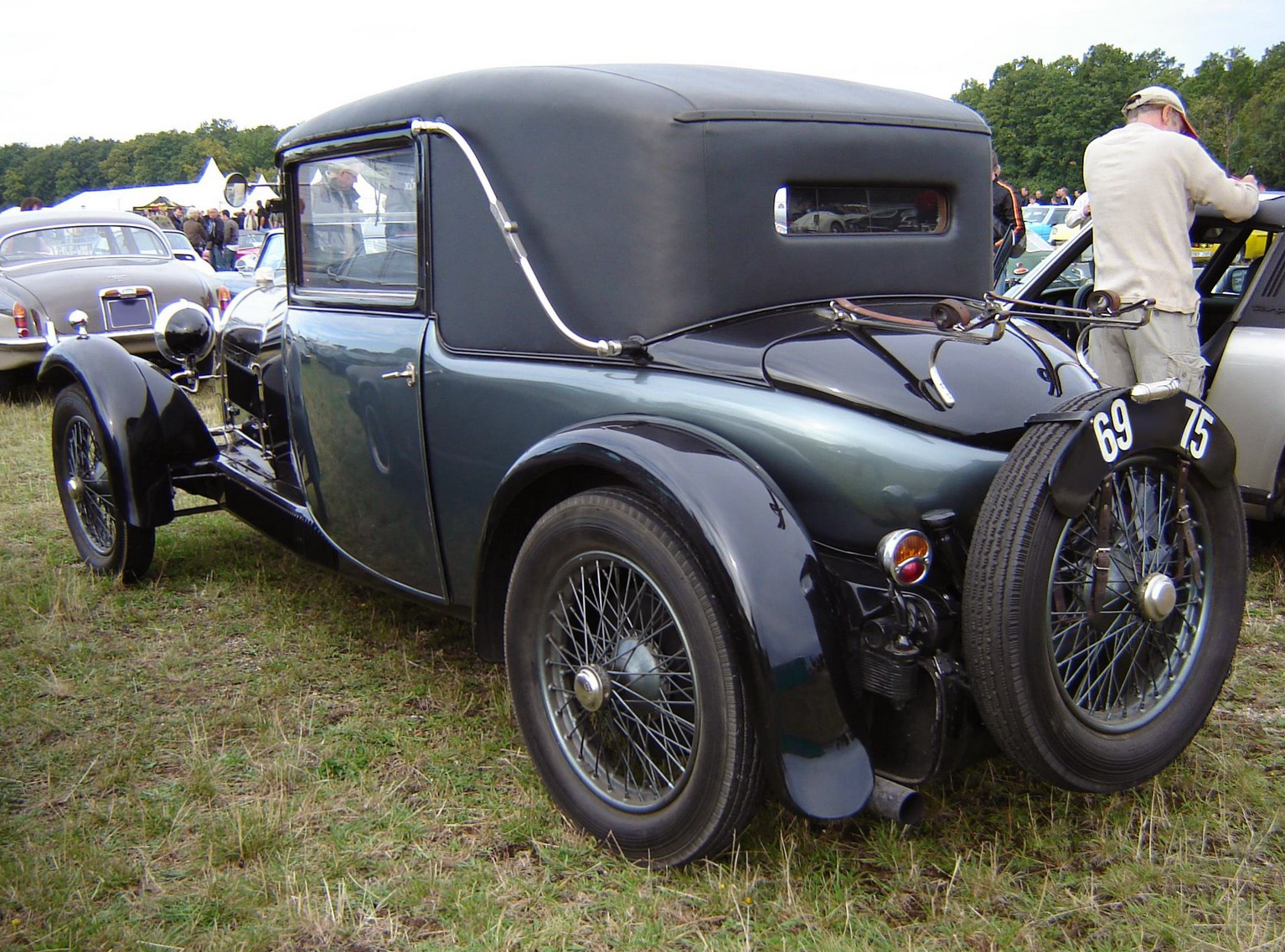
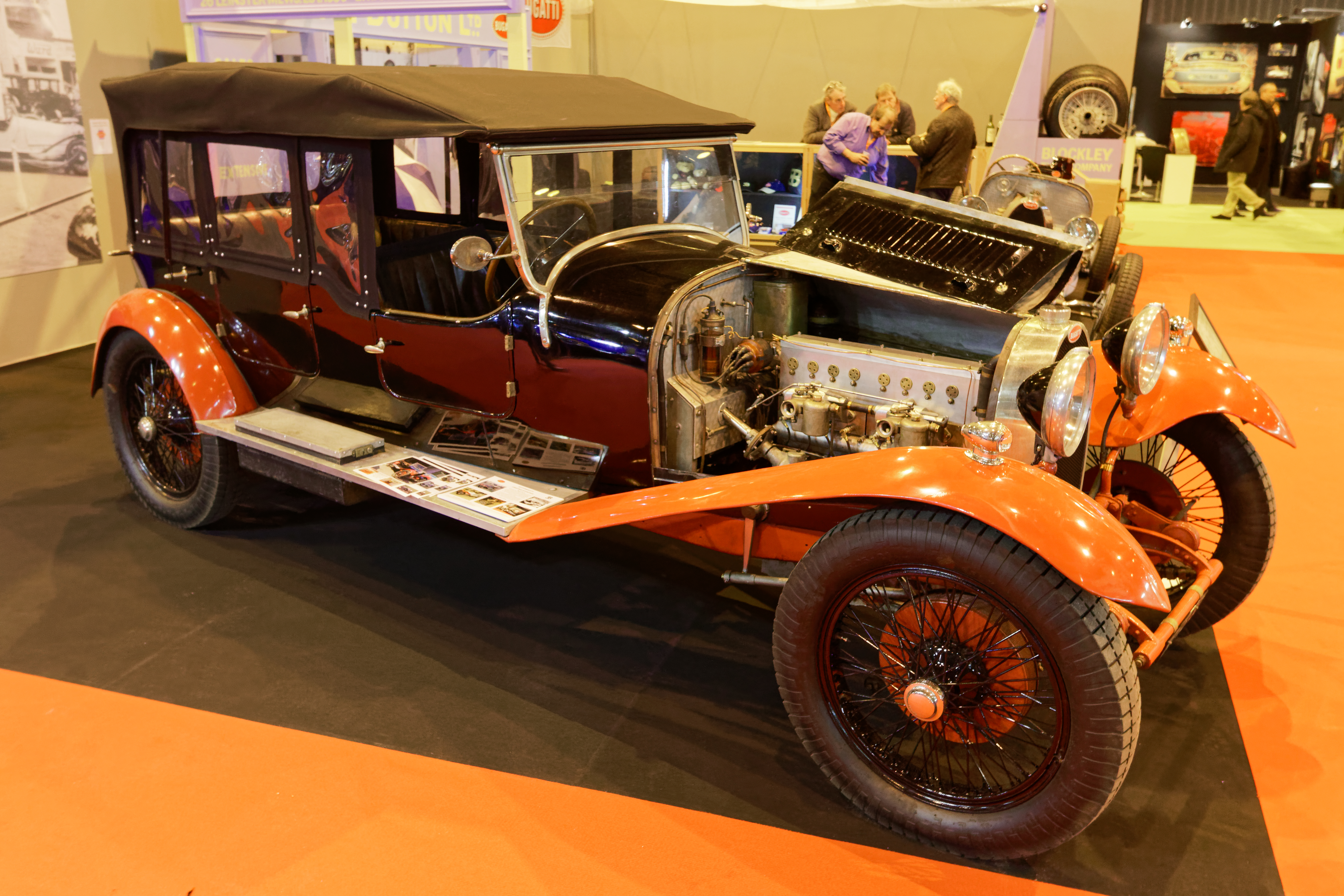
Tourer cabriolet

Elle est vendue avec diverses formes de carrosseries Bugatti ou de carrosseries personnalisables de carrossiers indépendants. La Bugatti Type 43 lui succède en 1927 avec un moteur de Type 35B de 100 à 120 ch. Sur 385 exemplaires produits, il ne subsiste qu'une quarantaine de Type 38 en 2010.

### Caractéristiques techniques
La 38 bénéficie de nombreuses améliorations dérivées des Bugatti Type 35 de compétition, dont la forme de l'essieu avant tubulaire, forgé et poli (plein et non creux comme sur la version de course) essieu repris sur les modèles suivants. La 38 reçoit également de grands tambours de freins d'égal diamètre de 33 cm sur les quatre roues. Leur commande est identique à celle des Bugatti de Grand Prix. La célèbre forme du radiateur en forme de fer à cheval est adaptée à celle du Type 35.
La Bugatti Type 38 a été construite en deux versions : coupé et coupé 2+2 cabriolets. La voiture possède un gabarit modeste avec une ligne très élégante. La version cabriolet est composée d'un toit fixe hardtop fabriqué en lattes de bois entoilées donnant l'illusion d'une capote. Quant aux compas postiches, ils sont nickelés, la voiture ne possédant aucun chrome. Le pare-brise en deux parties permet d'aérer l'habitacle, tandis que le tableau de bord en bois précieux porte le volant Bugatti caractéristique à quatre branches. L'ensemble se révèle relativement lourd, la voiture dépassant les 1 100 kg pour les deux versions. Les freins sont issus des Bugatti Type 40, tandis que le radiateur et les axes viennent des Bugatti Type 43,.